# Мирополье (Харьковская область)
Мирополье (укр. Миропілля) — село, 
Безмятежненский сельский совет,
Шевченковский район,
Харьковская область.
Код КОАТУУ — 6325781503. Население по переписи 2001 года составляет 130 (49/81 м/ж) человек.

## Географическое положение
Село Мирополье находится на правом берегу реки Волосская Балаклейка,
выше по течению примыкает село Полтава,
ниже по течению на расстоянии в 5 км расположено село Бригадировка (Балаклейский район),
на противоположном берегу — сёла Старый Чизвик и Новый Чизвик (присоединено к селу Мирополье).

## История
- 1810 — дата основания.

## Объекты социальной сферы
- Клуб.

## Достопримечательности
- Братская могила советских воинов. Похоронено 79 воинов.